# Cestonia
Cestonia là một chi ruồi trong họ Tachinidae.

## Các loài
- Cestonia canariensis Villeneuve, 1936[5]
- Cestonia cineraria Rondani, 1861[1]
- Cestonia deserticola Richter, 2006[6]
- Cestonia grisella Mesnil, 1963[7]
- Cestonia harteni Zeegers, 2007[8]
- Cestonia lupicolor Richter, 1974[9]
- Cestonia rufipes Zeegers, 2007[8]
- Cestonia rutilans Villeneuve, 1929[10]